# Udo Tworuschka
Udo Tworuschka (* 12. Februar 1949 in Seesen am Harz) ist ein deutscher Religionswissenschaftler.

## Leben
1952 zog die Familie nach Düren. Im September 1967 schrieb er sich an der Rheinischen Friedrich-Wilhelms-Universität Bonn für die Fächer evangelische Theologie, Geisteswissenschaften und Philosophie ein. Er wurde studentische und wissenschaftliche Hilfskraft des Patristikers Heinrich Karpp (1908–1997). Anglistik studierte er bei Arno Esch und anderen. Vom vierten Semester an studierte er zusätzlich Vergleichende Religionswissenschaft, u. a. bei Gustav Mensching, dessen Werk er kritisch verbunden geblieben ist und dessen zentrale Anliegen er für die Gegenwart fruchtbar zu machen versucht („Praktische Religionswissenschaft“). 1972 promovierte er zum Dr. phil. über das Thema „Die Einsamkeit. Eine religionsphänomenologische Untersuchung“ (egregia/ summa cum laude). Er erhielt dafür den Promotionspreis der Philosophischen Fakultät der Universität Bonn.
Seit 1975 ist er mit Monika Tworuschka verheiratet, mit ihr hat er vier Kinder: Miriam, Christopher, Sarah, Ronja.
1979 habilitierte er an der Pädagogischen Hochschule Rheinland (Abteilung Köln) und wurde zum Privatdozenten und Hochschuldozenten ernannt. Der Religionspädagoge Karl Ernst Nipkow zählt Tworuschka zu den „Pionieren“ des interreligiösen Lernens. 2022 legte Tworuschka seine zweibändige Geschichte des interreligiösen Lernens vor, eine komplette Umarbeitung des 1983 erstmals erschienenen Abrisses. Tworuschka zählt zu den Vordenkern der „Praktischen Religionswissenschaft“. Die österreichische katholische Theologin Regina Polak charakterisiert ihn als „den Doyen der deutschen ‚Praktischen Religionswissenschaft‘“. Sein bisheriges Gesamtwerk zeichne sich durch „Pioniergeist und Engagement“ aus. Zusammenfassend beurteilt sie Tworuschka „in mehrfacher Hinsicht als Pionier (...): Pionier der Schulbuchforschung, des interreligiösen Lernens und der Praktischen Religionswissenschaft“. Mit der mehrfach ausgezeichneten ersten deutschsprachigen CD-ROM „Religiopolis. Weltreligionen erleben“ (2004) betraten seine Frau und er religionsvermittelndes Neuland.

## Wissenschaftliche Arbeit und Karriere
1982–1993 lehrte und forschte er in der Lehrerausbildung an der Erziehungswissenschaftlichen Fakultät der Universität zu Köln, in die die PH eingegliedert worden war. Hier arbeitete er zusammen mit zahlreichen deutschen Wissenschaftlern verschiedener Fachrichtungen an einem Projekt für den Abbau gegenseitiger religiöser Vorurteile. In einem umfassenden Forschungsprojekt, das er zusammen mit dem Kölner Islamwissenschaftler Abdoldjavad Falaturi leitete, wurden durch eine ausführliche Analyse der Schulbücher (Geschichte, Geographie, Evangelischer und Katholischer Religionsunterricht usw.) die häufigsten Vor- und Fehlurteile herausgearbeitet. Die Ergebnisse wurden im Rahmen der Studien zur internationalen Schulbuchforschung des Georg-Eckert-Instituts für Internationale Schulbuchforschung veröffentlicht. 1988 wurde das Forschungsprojekt auf weitere europäische Länder ausgedehnt unter dem Namen „International Research Projekt: Islam in Textbooks“.
Zusammen mit Michael Klöcker gründete er 1997 – zunächst als Loseblattwerk, dann online – das „Handbuch der Religionen. Kirchen und andere Glaubensgemeinschaften in Deutschland und im deutschsprachigen Raum“. Das vier Mal mit insgesamt ca. 800 Seiten im Jahr erscheinende Periodikum HdR hat inzwischen eine Gesamtseitenzahl von 10.000 erreicht. Die aktuelle 76. Ergänzungslieferung erscheint Mai 2023. Das HdR hat sich als „peer reviewed journal“ zu einem Praxis-Nachschlagewerk in Hinblick auf die Vermittlung der komplexen Religionenlandschaft in Deutschland und im deutschsprachigen Bereich entwickelt. Seit 2023 ist Prof. Dr. Martin Rötting//Universität Salzburg Mitherausgeber des HdR. 1987–1995 war Tworuschka Präsident der liberal-protestantischen Vereinigung Bund für Freies Christentum.
Am 1. November 1993 wurde er an die Theologische Fakultät der Friedrich-Schiller-Universität Jena auf den Lehrstuhl für Religionswissenschaft berufen. Von April 1995 bis Februar 1997 war er Prodekan, von Oktober 2000 bis September 2002 Dekan der Theologischen Fakultät. Seit 2001 richtet Tworuschka die „Gustav Mensching-Vorlesungen für religiöse Toleranz“ aus. Ab dem Wintersemester 2002/03 konnte an der Friedrich-Schiller-Universität Jena Religionswissenschaft als Magisternebenfach in der Philosophischen Fakultät studiert werden, zum Wintersemester 2007/08 wurde das Studienangebot auf ein Bachelor-Ergänzungsfach in der Theologischen Fakultät umgestellt. Tworuschka wurde 2011 emeritiert.
Während seiner Kölner Forschungs- und Lehrtätigkeit (1973–1993) im Kontext evangelischer Religionspädagogik entwickelte Tworuschka ein praktisches Verständnis von Religionswissenschaft, für die er im Unterschied zu einer „angewandten“ („applied“) Wissenschaft den Begriff „Praktische Religionswissenschaft“ geprägt hat. 2012 gründete er die Wissenschaftsreihe „Studien und Dokumentationen zur Praktischen Religionswissenschaft“, die er in Verbindung mit Wolfgang Gantke, Klaus Hock, Michael Klöcker und Martin Leiner herausgibt. Ehrenherausgeber ist Richard Friedli. Tworuschka versteht Religionswissenschaft nicht – wie es heute im deutschen Sprachraum die Regel ist – als Kulturwissenschaft in einem engen, gegen die „Religionswissenschaft des Verstehens“ (Gustav Mensching) gerichteten Sinn – obwohl er in seiner Arbeit kulturwissenschaftliche Methoden anwendet –, sondern als „Wahrnehmungswissenschaft“ (Religionsphänomenologie). Tworuschkas „anthropologisch gewendete, am Menschen orientierte, kontextuelle Religionsphänomenologie interessiert sich dafür, inwieweit Religionen den von Routine und Mechanismus geprägten Alltag beeinflussen. Diese neue Form von Religionsphänomenologie untersucht, wie religiöse Traditionen die elementaren Vollzüge und Bereiche des menschlichen Lebens prägen: Sexualität, Gesundheit, Lehren und Lernen, Lebensphasen, Leben in der Familie, Essen und Trinken, Kleidung, Arbeit und Freizeit, Wohnverhältnisse, Gestik, Bewegungsweisen, die Einstellung zu Zeit und Raum, zu den Gefühlen, Bedürfnissen und Wahrnehmungen.“ „Dass das umfangreiche Forschungsfeld [Hörfunk und Religion/en] in allerjüngster Zeit überhaupt von der Religionswissenschaft wahrgenommen wird, ist vor allem Tworuschkas (2006; 2008) Forderung eines ‚auditive turn‘ zu verdanken“.
Tworuschka lebt mit seiner Ehefrau in Arloff, einem Stadtteil von Bad Münstereifel.

## Ehrung
Gemeinsam mit seiner Frau Monika Tworuschka wurde ihm 2002 der italienische Friedenspreis „Premio Satyagraha“ verliehen. Das Ehepaar Tworuschka erhielt für seine Verdienste um die interreligiöse Verständigung am 3. November 2018 in Köln den Engel-der-Kulturen-Preis 2018 verliehen. Udo Tworuschka ist Ehrenvorsitzender von INTR.A (Interreligiöse Arbeitsstelle).

## Werke (Auswahl)
- Hrsg.: Religionen heute. Themen und Texte für Unterricht und Studium. Frankfurt/Main 1977
- Die Geschichte nichtchristlicher Religionen im christlichen Religionsunterricht. Ein Abriss. Köln-Wien 1983, ISBN 978-3-412-04883-9.
- Himmel ist überall. Geschichten aus den Weltreligionen. Gütersloh 1985, ISBN 978-3579007601
- Der Islam in den Schulbüchern der BRD, Analyse der evangelischen Religionsbücher zum Thema Islam. Georg-Eckert-Institut Braunschweig, 1986, ISBN 3-88304-247-1
- Ethik der Religionen – Lehre und Leben, 5 Bände. Frankfurt/Main-München (hrsg. zusammen mit Michael Klöcker) 1984–86
- Hrsg.: Monika und Udo Tworuschka: Handbuch Religionen der Welt. München 1992
- Abdoljavad Falaturi, Udo Tworuschka: Der Islam im Unterricht, Beiträge zur interkulturellen Erziehung in Europa. Georg-Eckert-Institut Braunschweig, 1992, ISBN 3-88304-026-6 (englische, türkische, niederländische Übersetzungen)
- Fundamentalismus in den Religionen. Vorträge der Jahrestagung 1991 des Bundes für Freies Christentum. In: Forum Freies Christentum. Nr. 24, 1993
- Monika und Udo Tworuschka: Denkerinnen und Denker der Weltreligionen im 20. Jahrhundert, Gütersloh 1994, ISBN 9783579007700
- Reinhard Kirste, Herbert Schultze, Udo Tworuschka: Die Feste der Religionen. Ein interreligiöser Kalender mit einer synoptischen Übersicht. Gütersloh 2. Aufl. 1995, ISBN 9783579007717
- Michael Klöcker und Udo Tworuschka (Hrsg.): Handbuch der Religionen. Loseblattwerk, Olzog Verlag München 1997ff., zur Zeit Ergänzungslieferung 53 (2017), ISBN 978-3-7892-9900-1
- Monika und Udo Tworuschka: Der Islam – Kindern erklärt, Wie andere leben – was andere glauben. Gütersloher Verlagshaus, 1999, ISBN 3-579-02234-2
- Udo Tworuschka (Hrsg.): Heilige Schriften. Eine Einführung. Wissenschaftliche Buchgesellschaft, Darmstadt 2000, ISBN 3-534-13594-6. Neuauflage, Verlag der Weltreligionen im Insel Verlag, Frankfurt am Main und Leipzig, Taschenbuch 7, 2008. ISBN 978-3-458-72007-2. Überarbeitung einiger Beiträge durch ihre Verfasser.
- Monika und Udo Tworuschka: Der Koran und seine umstrittenen Aussagen. Patmos 2002, ISBN 3-491-70352-2
- Monika und Udo Tworuschka: Die Weltreligionen Kindern erklärt. Illustriert von Rüdiger Pfeffer, Gütersloher Verlagshaus, Gütersloh 5. Aufl. 2004 (1996). - Völlige Neubearbeitung, illustriert von Guido Wandrey, 2. korrigierte und erweiterte Auflage 2016 (1. Aufl. 2013) ISBN 978-3-579-06604-2, vollständig überarbeitete und ergänzte Neuausgabe 2024 ISBN 978-3-579-07106-0
- Religiopolis. Weltreligionen erleben. Klett, Leipzig 2004, ISBN 3-12-238120-6
- Monika und Udo Tworuschka: Heilige Stätten. Die bedeutendsten Pilgerziele der Weltreligionen Primus, Darmstadt 2004, ISBN 3-89678-258-4
- Michael Klöcker und Udo Tworuschka (Hg.): Ethik der Weltreligionen. Ein Handbuch. Darmstadt 2005, Sonderausgabe der 1. Auflage 2015
- Monika und Udo Tworuschka: Als die Welt entstand… Schöpfungsmythen der Völker und Kulturen in Wort und Bild, Herder, Freiburg i.Br. 2005, ISBN 3-451-28597-5
- Religionswissenschaft. Calwer Verlag, Stuttgart 2006, ISBN 3-7668-3991-8 (Kapitel über Praktische Religionswissenschaft, S. 116ff.)
- Udo Tworuschka: Religion(en) und Radio. Der Hörfunk als religionswissenschaftliche Quelle. Ein Beitrag zur Praktischen Religionswissenschaft. In: BThZ 23 (2), S. 216–236.
- Monika und Udo Tworuschka: Die Welt der Religionen. Wissen Media Verlag, Gütersloh 2006, ISBN 3-577-14521-8
- Monika Tworuschka, Udo Tworuschka: Die Welt der Religionen, Geschichte, Glaubenssätze, Gegenwart. 2006 Chronik-Verlag, 352 S. ISBN 9783577145213
- Monika und Udo Tworuschka: Die Welt der Religionen. Bertelsmann BuchClub, 6 Bde. Gütersloh/München 2007/8
- Udo Tworuschka: Die Weltreligionen und wie sie sich gegenseitig sehen, Primus Verlag, Darmstadt 2008
- Michael Klöcker/Udo Tworuschka (Hg.): Praktische Religionswissenschaft (UTB), Böhlau Verlag, Köln u. a. 2008
- Udo Tworuschka: Religionswissenschaft. Wegbereiter und Klassiker (UTB), Böhlau Verlag, Köln u. a. 2011.
- Udo Tworuschka: Vom „Visible“ zum „Auditive Turn“ in der Praktischen Religionswissenschaft. In: Klöcker, Tworuschka (Hg.): Praktische Religionswissenschaft (UTB), Böhlau Verlag, Köln u. a. 2008, S. 76–83.
- Udo Tworuschka: Homo religiosus audiens. Der Beitrag Gustav Menschings zu einer „Religionsphänomenologie des Auditiven“. In: Hans Gerald Hödl, Veronica Futterknecht (Hrsg.): Religionen nach der Säkularisierung. Festschrift für Johann Figl zum 65. Geburtstag. Münster 2011, S. 355–377.
- Udo Tworuschka: Einige Überlegungen zur akustisch-auditiven Religionsphänomenologie. In: Wahrheit und Geschichte. Die gebrochene Tradition metaphysischen Denkens. Festschrift zum 70. Geburtstag von Günther Mensching. Hrsg. von Alia Mensching-Estakhr und Michael Städtler, Würzburg 2012, S. 353–375.
- Udo Tworuschka: Einführung in die Geschichte der Religionswissenschaft, Darmstadt 2015.
- Udo Tworuschka: Praktische Religionswissenschaft. Koordinaten – Erkenntnisinteressen. In: Rauf Ceylan/ Coşkun Sağlam (Hrsg.): Die Bedeutung der Religionswissenschaft und ihrer Subdisziplinen als Bezugswissenschaften für die Theologie (Reihe für Osnabrücker Islamstudien, Bd. 26), Frankfurt/ Main 2016, S. 115–135.
- Udo Tworuschka: Von „der“ Lebensmitte zu „den“ Lebensmitten einer Religion. Ein Versuch zur Praktischen Religionswissenschaft im Anschluss an Gustav Mensching. In: Thomas Schreijäck/ Vladislav Serikov (Hrsg.): Das Heilige interkulturell. Perspektiven in religionswissenschaftlichen, theologischen und philosophischen Kontexten, Ostfildern 2017, S. 181–193.
- Monika und Udo Tworuschka: Illustrierte Geschichte des Islam, Stuttgart 2017, ISBN 978-3-476-04348-1
- Monika und Udo Tworuschka: Illustrierte Geschichte der Weltreligionen, Stuttgart 2017.
- Monika und Udo Tworuschka: Die großen Religionsstifter. Buddha, Jesus und Muhammad – ein Vergleich. Stuttgart 2018, ISBN 978-3-476-04776-2
- Monika und Udo Tworuschka: Der Islam: Feind oder Freund? 38 Thesen gegen eine Hysterie. Freiburg i. Br. 2019, ISBN 978-3-946905-69-1
- Religionen im Unterricht. Ein geschichtlicher Abriss des interreligiösen Lernens, Bd. 1: Von den Anfängen bis zum Nationalsozialismus, ISBN 978-3-86617-188-6; Bd. 2: Von 1945 bis zur Gegenwart ISBN 978-3-86617-189-3, Hohenwarsleben 2022